# Office Sway
Office Sway è un servizio della famiglia Microsoft Office per creare storie digitali quali newsletter, presentazioni interattive e comunicazioni dinamiche.
I contenuti Sways non sono archiviati sul computer ma memorizzati nel cloud Microsoft. L'applicazione è utilizzabile previo accesso con account Microsoft.

## Storia
Sway è stato sviluppato internamente da Microsoft. Verso la fine del 2014 l'azienda ha presentato un'anteprima come freemium per Microsoft 365. Il 31 ottobre 2014, è stata pubblicata l'app iOS. Il software è stato distribuito nel 2015. 
Il 17 dicembre 2018 è stata ritirata l'app per iOS, lasciando l'accesso alla sola versione web.

## Caratteristiche
Gli utenti sono in grado di aggiungere contenuti di varia natura alle loro presentazioni Sway (oggetti Office o elementi web), sia multimediali che blocchi di testo contenuti da vari social network.
Il motore di progettazione di uno storytelling (cioè uno sway) facilita la creazione grazie alla disponibilità di numerosi modelli.

## Loghi

Logo di Microsoft Office Sway 2013-2019
Logo di Microsoft Office Sway 2019